# 左時枝
左 時枝（ひだり ときえ、1947年〈昭和22年〉3月27日 - ）は、日本の女優。旧本名及び旧芸名は額村 多美子。

## 人物
富山県富山市出身。東京都立松原高等学校、東京女子体育短期大学卒業。舞プロモーション、高瀬プロダクション、ファザーズコーポレーションを経て、現在はフリーで活動。
血液型はO型。身長159cm、体重50kg。長姉は左幸子（自身は五女）。義兄は羽仁進、姪は羽仁未央。羽仁進の二人目の妻の額村喜美子も姉（四女）。娘は額村麻裕。夫は造形作家の市田喜一。
画家としても第46回創展で創展賞を受賞している。

## 来歴
母は華道の指導者であった。
1958年、11歳の時に映画『荷車の歌』でデビュー（姉・幸子が演じた役の幼少期を演じた）。
1960年、中学2年生の時に上京。
1964年11月14日、高校3年時に出演した『ふたたび五月が…』で芸術祭奨励賞を受賞。
東京女子体育短期大学には教員を目指して入学。1966年、卒業。
1973年、結婚。
趣味は油絵、バッグソーイング、園芸、古美術、生け花。特技は体操、唄、料理、手芸。
大林宣彦作品の常連であり、『22歳の別れ』や『野のなななのか』などに出演した。
2015年、文部科学大臣賞を受賞。

## おもな出演

### 映画
- 荷車の歌（1959年） ‐ オト代（少女時代） 役 ※左民子名義
- のこされた子とのこした母と（1962年）
- かあちゃんと11人の子ども（1966年）
- 女の一生（1967年） - はる美 役
- 男なら振りむくな（1967年）
- 心中天網島（1969年） ‐ お杉 役
- 女の警察 国際線待合室（1970年） - 小森佐和子 役
- 虹をわたって（1972年） - 由美 役
- 悲愁物語（1977年） - 阿部友子 役
- 俺たちの交響楽（1979年） - 看護婦
- 夢千代日記（1985年） - 木浦晴子 役
- 恋文（1985年） - 看護婦長
- 傷だらけの勲章（1986年） - 大貫静子 役
- 二十四の瞳（1987年） - キヨ 役
- 地雷原 A mine field. （1992年） - 高木の妻 役
- 結婚（1993年） ‐ 井上夫人 役
- 大病人（1993年） - 患者の妻
- みんな〜やってるか!（1995年） - 朝男の母 役
- 静かな生活（1995年） - 朝倉さん 役
- 眠る男（1996年） - 民子 役
- SADA〜戯作・阿部定の生涯（1998年）
- 風の歌が聴きたい（1998年） - 高森すみ 役
- なごり雪（2002年） - 梶村道子 役
- 美しい夏キリシマ（2002年） - 日高しげ 役
- 釣りバカ日誌13（2002年） - 鮎川君枝 役
- ランドセルゆれて（2003年） - 前川淑子 役
- 理由（2004年） - 宝井敏子 役
- 武士の一分（2006年） - 滝川つね 役
- 日本の青空（2007年） - 斉藤潤子 役
- 22才の別れ Lycoris 葉見ず花見ず物語（2007年）
- 母べえ（2008年） - 藤岡ふみ 役
- その日のまえに（2008年） - とし子の母 役
- ゼロの焦点（2009年） - 「大隈ハウス」のおばさん
- LOVE まさお君が行く!（2012年） - 松本きぬ 役
- ガール (小説)（2012年） ‐ 武田聖子の母 役
- 任侠ヘルパー（2012年） - 八代龍江 役
- スイートハート・チョコレート（2013年） - 木場千恵子 役
- 野のなななのか（2014年） - 田中英子 役
- サバイバルファミリー（2017年）
- 愛しのアイリーン　(2018年)
- 大コメ騒動（2021年） ‐ 鷲田とみ 役

### テレビドラマ

#### NHK
- 大河ドラマ
  - 樅ノ木は残った（1970年） - ふじこ 役
  - 国盗り物語（1973年） - 小えん 役
  - 徳川家康（1983年） - 大賀粂 役
  - いのち（1986年） - 君枝 役
  - 武蔵 MUSASHI（2003年） - たか 役
  - 篤姫（2008年） - 侍女・高山 役
  - 江〜姫たちの戦国〜（2011年） - 侍女・須磨 役
- 銀河ドラマ / どこかでなにかが（1970年） - 早乙女竹子 役
- 天下堂々（1973 - 1974年） - お時 役
- うわさの委員会（1975年11月30日）
- 土曜ドラマ
  - 離婚（1980年） - 芳子 役
  - 生前予約〜現代葬儀事情（1997年）
  - 島の先生（2013年） - 大塚陽子 役
- ドラマ人間模様
  - ある少女の死（1981年） - 竹内道子 役
  - ひこばえの歌（1982年）
- 連続テレビ小説
  - 本日も晴天なり（1981年 - 1982年） - 神長小芳 役
  - チョッちゃん（1987年） - 彦坂いせ 役
  - ひまわり（1996年） - 内海眞弓 役
  - 天花（2004年） - 森田ノリ 役
- 銀河テレビ小説
  - 下町探偵局（1984年）
  - 風の小景（1987年）
- 特集ドラマ 黄色い髪（1989年）
- NHK子どもパビリオン ひかるサケ（1990年）
- 天使のマラソンシューズ（1999年）
- 凍える牙（2001年） - 音道貴子の母 役
- 金曜時代劇
  - 五瓣の椿（2001年） - おつる 役
  - 茂七の事件簿 新ふしぎ草紙（2002年） - おしま 役
- 月曜ドラマシリーズ / ハチロー〜母の詩、父の詩〜（2005年） - 山際さと 役
- 名探偵赤冨士鷹（2005年） - 松子 役
- 上海タイフーン（2008年） - 谷香津代 役
- ドラマ10
  - 八日目の蝉（2010年） - 大出喜美 役
  - サイレント・プア（2014年） - 池谷敏子 役
- よる★ドラ / 眠れる森の熟女（2012年） - 三島みのり 役
- プレミアムドラマ / 鴨川食堂（2016年） - 灘屋信子 役
- 創作テレビドラマ大賞「川獺（かわうそ）」（2016年） - 町岡寿子 役[12]

#### 日本テレビ
- 無用ノ介（1969年） - およね 役
- 右門捕物帖（1969年） - お松（松葉小僧） 役
- わが青春のとき（1970年）
- 子連れ狼
  - 第1部 第20話「八門遁甲の陣」（1973年） - お幸 役
  - 第2部 第4話「しぐれ待ち」（1974年） - し乃 役
- ちょっとマイウェイ（1979年 - 1980年） - 野村和子 役
- 太陽にほえろ!
  - 第463話「六月の鯉のぼり」（1980年） - 岩本夫人 役
  - 第525話「石塚刑事殉職」（1982年） - 田村和子 役
- 木曜ゴールデンドラマ
  - 雪国 純白の雪と湯煙りに燃える恋（1980年）
  - わが子の条件（1982年）
- 新五捕物帳 第139話「おんな川」（1981年） - おもん 役
- 幻之介世直し帖 第13話「金も女もおそろしい」（1982年）
- 俺はご先祖さま 第7話「UFOは愛の救急車」（1982年）
- 水曜ロードショー / 卒業-GRADUATION-（1985年） - 渡辺蓮子 役
- 俺たちの旅 - 神崎小枝子 役
  - 俺たちの旅 十年目の再会（1985年）
  - 俺たちの旅 二十年目の選択（1995年）
  - 俺たちの旅 三十年目の運命（2003年）
- 長七郎江戸日記 第2シリーズ 第22話「捨て身の説得」（1988年）
- 水曜グランドロマン / 付添婦・三好秀美の興味ある体験（1989年）
- はだかの刑事 第12話「指紋のない殺人者」（1993年）
- 土曜ドラマ / 先に生まれただけの僕（2017年） - 榊原満寿代 役
- 火曜サスペンス劇場→火曜ドラマゴールド
  - バックミラーの中の女（1982年）
  - 水の魔法陣（1982年）
  - 女検事・霞夕子
    - 第4作「美しき容疑者」（1987年） - 村田貞子 役
    - 第8作「死なれては困る」（1991年） - 城之内佐知子 役

  - 雨月荘殺人事件（1988年） - 前田照代 役[13]
  - 電話魔（1990年）
  - 弁護士 水城邦子
    - 疑惑法廷（1991年）
    - 灰色無罪（1993年）

  - 三十年目の同窓会（1991年）
  - フルムーン旅情ミステリー
    - 第4作「遠い記憶」（1991年） - 井上昌代 役
    - 第8作「風の囁き」（1993年）

  - わが町 第4作（1993年） - 真鍋倫子 役
  - 刑事・鬼貫八郎（1993年 - 2005年） - 鬼貫良子 役
  - 地方記者・立花陽介
    - 第2作「伊賀上野通信局」（1993年） - 康子 役
    - 第13作「日光今市通信局」（1999年） - 林田弓子 役
    - 第20作「佐渡両津通信局」（2003年） - 原田伸枝 役

  - 罠の女（1995年）
  - 新・女検事 霞夕子 第6作「花を捨てる女」（1996年） - 和久田節子 役
  - テレホンママ（1997年） - 新村三重 役
  - 追跡 第1作「連続婦女暴行事件と不倫殺人」（1997年） - 三上良子 役[14]
  - 監察医・室生亜季子
    - 第23作「不審死体」（1998年） - 田中良子 役
    - 第31作「母の波濤」（2002年） - 宮田のぞみ 役

  - 犯罪心理分析官ファイナル（1998年） - 広瀬多喜子 役
  - 密告電話（1998年） - 守屋節子 役[15]
  - 鏡の微笑（2000年） - 木暮絹江 役
  - 臨床心理士2（2000年） ‐ 緒方民子 役
  - 警視庁鑑識班13（2002年） - 中里三千代 役
  - 街の医者・神山治郎6「整形依存の女」（2004年） - 進藤日出子 役
  - 松原完治 お金ちょうだい致します（2004年） - 丸田幸恵 役
  - 十七年目の秘密・定時制教師石本歩（2004年） - 高崎佳枝 役[16]
  - 六月の花嫁「櫛」（2005年） - 黒田蓉子 役
  - 松本清張スペシャル・地方紙を買う女（2007年） - 工藤静子 役

#### TBS
- 泣いてたまるか 第13話「さよなら、敬礼! 」（1966年）
- 風 第9話「走れ! 新十郎」（1967年）
- 水戸黄門 第1部 第24話「謎の死紋 -亀田-」（1970年） - お京
- 美しきチャレンジャー（1971年） - 三波玲子
- 恋愛術入門 第18話「ラブ・コーチ」（1971年2月21日） - みつえ
- 千葉周作 剣道まっしぐら 第33話「剣ふたたび」（1971年、TBS）- 卯乃
- 必殺シリーズ
  - 必殺仕掛人 第16話「命かけて訴えます」（1972年） - 花里
  - 必殺仕置人 第15話「夜がキバむく一つ宿」（1973年） - 志乃
- 人間の証明（1978年）
- 七人の刑事 第3シーズン 第58話「花嫁が消えた」（1979年）
- Gメン'75
  - 第285話「満月の夜 女の血を吸う男」（1980年） - 松沼菊代
  - 第312話「口紅連続殺人事件」（1981年） - 笠岡の元妻
  - 第345話「電話BOX連続殺人事件」（1982年） - ミユキ
- 水曜劇場 / 二百三高地 愛は死にますか（1981年） - 米川の妻
- ザ・サスペンス / 十津川警部シリーズ 第1作「特急さくら殺人事件」（1982年）
- 大岡越前 第7部 第19話「仇討ち夫婦駕籠」（1983年） - おてい
- うちの子にかぎって…（1984 - 1985年） - 西川明子
- 子供が見てるでしょ!（1985年） - 青木富士子
- ドラマ30
  - 許されぬ唄（1992年）
  - もう大人なんだから!（1996年） - 吉本亜弓
  - 離婚計画〜いつか愛したあなたへ〜（2000年） - 貴子
- 月曜ミステリーシアター / SAKURA〜事件を聞く女〜（2014年） - 大木芳江
- 月曜ミステリー劇場→月曜ゴールデン
  - 万引きGメン・二階堂雪 第6作「逆恨み」（2001年） - 坂東佐和
  - 世直し公務員ザ・公証人 第2作（2003年） - 新見典子
  - 弁護士 朝吹里矢子 第4作「証言拒否の謎」（2005年） - 寺原伸子
  - 捜し屋★諸星光介が走る! 第7作（2014年） - 徳永房江

#### フジテレビ
- 三匹の侍
  - 第4シリーズ 第15話「負け犬」（1967年） - お冬
  - 第6シリーズ 第17話「山の血が騒ぐ」（1969年） - お咲
- 大奥（1968年） - 小雪
- 一心太助（1971年） - おみよ
- 追跡 第7話「天使の宝石」（1973年）
- 銭形平次 第610話「姉妹」（1978年） - おせん
- 大空港 第46話「古傷・バクダン刑事に火がついた!」（1979年） - 島田春江
- 夢追い旅行（1984年） - 栗山静香
- 時代劇スペシャル / 乾いて候（1984年） - さみ
- スケバン刑事 第4話「白い炎に地獄を見た!」（1985年） - 早坂奈々美の母
- 夏樹静子サスペンス「死者の嘘」（1986年）
- 夫が戻る日（1987年）
- 世にも奇妙な物語
  - 「生き蟹」（1990年） - 川崎今日子
- 銭形平次 (北大路欣也版)
  - 第1シリーズ 第18話「ギヤマンの謎」（1991年） - おもん
  - 第3シリーズ 第2話「死霊のお告げ」（1993年） - おかん
  - 第4シリーズ 第2話「吉凶ちょうちん」（1994年） - おとせ
  - 第5シリーズ 第8話「暗黒街の女」（1995年） - おふじ
- 忠臣蔵（1996年） - まき
- 愛と疑惑のサスペンス「2度目のウェディング・ベル」（1994年）
- 鬼平犯科帳（CX / 松竹） (中村吉右衛門版)
  - 第7シリーズ 第12話「あいびき」（1997年） - お徳
  - 鬼平犯科帳スペシャル 引き込み女（2008年） - お六
- 母親失格（2007年） - 赤澤美沙子
- はだしのゲン（2007年） - 林セツ
- 土曜プレミアム
  - サマヨイザクラ（2009年） - 鹿野川慶子
  - 地下鉄サリン事件 15年目の闘い〜あの日、霞ヶ関で何が起こったのか〜（2010年） - 豊田の母
- 天使の代理人（2010年） - 柴田初恵
- 花嫁のれん（2011年） - 木下初江
- リーガル・ハイ（2012年） - 有馬たね
- チーム・バチスタ4 螺鈿迷宮（2014年） - 赤城美智
- 素敵な選TAXI（2014年） - 佐山六実
- 金曜エンタテイメント→金曜プレステージ→金曜プレミアム
  - おばさんデカ 桜乙女の事件帖 第3作（1995年） - 麻生俊子
  - 蓮丈那智フィールドファイル 「凶笑面」（2005年） - 服部ヨリエ
  - 京都殺人案内（2018年） - 上羽朝子

#### テレビ朝日
- 素浪人 花山大吉
  - 第39話「島から悪魔が帰ってきた」（1969年） - お春
  - 第59話「女ごころに弱かった」（1970年） - おまつ
- 鬼平犯科帳
  - 第1シリーズ 第13話「埋蔵金千両」（1969年、 東宝） ‐ おけい 役
  - 第2シリーズ 第18話「情事」（1972年、東宝） - お久
- 非情のライセンス
  - 第1シリーズ 第33話「兇悪の肌」（1973年） - 水沢純子
  - 第2シリーズ（1976年）
    - 第80話「兇悪のゆりかご」 - 佐川富枝
    - 第111話「破局」 - 村田ふみ

  - 第3シリーズ 第23話「兇悪の囮・危険率80%の護衛」（1980年） - マリコ・マツモトの妹
- 必殺シリーズ
  - 必殺必中仕事屋稼業 第18話「はめ手で勝負」（1975年） - 梓
  - 新・必殺仕置人 第13話「休診無用」（1977年） - おしん
  - 翔べ! 必殺うらごろし 第2話「突如奥方と芸者の人格が入れ替わった」（1978年）- 染香
  - 必殺仕事人 第55話「離れ技 孤立水火攻め」（1980年） - お松
  - 必殺仕事人V・風雲竜虎編 第5話「一夫多妻家族悲しき暴走」（1987年） - お峰
- 泣かないで!かあちゃん（1970年） - 山野由紀子
- 新幹線公安官 第2シリーズ 第3話「ハンカチを振る少女」（1978年）
- 鉄道公安官 第26話「セーラー服・危機一発」（1979年）
- 燃えろアタック（1979年） - 小暮先生
- 特捜最前線
  - 第170話「ビーフシチューを売る刑事!」（1980年） - 青木(今西)久恵
  - 第194話「判事、ラブホテル密会事件!」（1981年）
  - 第212話「地図を描く女!」（1981年） - 砂田清子
  - 第265話「遠い炎の記憶!」（1982年） - 内山文子
  - 第323話「2人の夫を持つ女!」（1983年） - 高山歌子
  - 第402話「雪明りの証言者!」（1985年）
- 警視庁殺人課 第25話「警視庁殺人課全員殉職! PART-1」、第26話「警視庁殺人課全員殉職! PART-2」（1981年）-高谷奈津子
- 鬼平犯科帳 第3シリーズ 第15話「夜狐」（1982年、東宝） - おやす
- ゴールデンワイド劇場 / 終着駅はまだ遠い（1982年5月24日、ANB） - 君代
- 月曜ワイド劇場 / 子供たちの復讐 開成高校生殺人事件」1983年10月31日、ANB）
- さすらい刑事旅情編
  - さすらい刑事旅情編 第19話「修学旅行で殺人!?」（1989年）
  - さすらい刑事旅情編IV 第14話「ローカル線で待つ女・不倫の決算書」（1992年）
- はぐれ刑事純情派
  - 第6シリーズ 第26話「パッチワークの女 血染めのブラウス」（1993年） - 榊原ふみ
  - 第7シリーズ 第5話「カラオケ女医者、血痕のついた引き出物」（1994年） - 遠山志乃
  - 第12シリーズ 第10話「カラスが告発した真犯人!? 近所迷惑な女」（1999年） - 水野利子
  - 第15シリーズ 第2話「身代金2000万円と父が消えた!? 安浦刑事を馬鹿野郎と呼んだ女」（2002年） - 田倉麻美
  - 第16シリーズ 第2話「覗かれた母の交換日記! 月の沙漠殺人事件」（2003年） - 黒崎咲恵
- 29歳の憂うつ パラダイスサーティー（2000年） - 大山松子
- 京都地検の女 第2シリーズ 最終話「vs殺人を犯した刑事…地検最大の危機」（2005年3月17日） - 坂本竹子
- 科捜研の女
  - 新・科捜研の女2 第8話「15年前の鑑定ミス!? マリコの父が殺人犯」（2005年9月1日） - 小山内加世
  - SEASON 12 第3話「夜祭の凶弾！疑惑のともし火、母娘に隠された罠…」（2013年1月24日） - 島谷栄子
  - SEASON 19 第29話（2020年2月6日） - 堀之内希和
- 女刑事みずき〜京都洛西署物語〜（2007年） - 松沢路子
- 徳川家康と三人の女（2008年） - 大蔵卿局
- 落日燃ゆ（2009年） - ナレーション
- 濃姫II〜戦国の女たち（2013年） - 小野殿
- 相棒 season11 第18話「BIRTHDAY」（2013年3月13日） - 瀬田江美子
- サムライせんせい（2015年） - 中村恵美子
- 土曜ワイド劇場→日曜ワイド→日曜プライム
  - 牟田刑事官事件ファイル 第16作「ヨコハマ偽装心中」（1992年） - 福田富子
  - 西村京太郎トラベルミステリー 第26作「特急おおぞら殺人事件」（1994年） - 水島淑子
  - 100の資格を持つ女6〜ふたりのバツイチ殺人捜査〜（2012年） - 中川喜美江
  - ゴーストライターの殺人取材2（2015年） - 木島沙代
  - 検事・朝日奈耀子18（2016年） - 白崎君枝
  - 再捜査刑事・片岡悠介10 （2017年） - 北林美鈴
  - 庶務行員 多加賀主水が悪を断つ（2019年） - 村瀬照子

#### テレビ東京
- 大江戸捜査網 第284話「殺し屋雨に散る」（1977年） - おせき 役
- 松本清張ドラマスペシャル・白い闇（1996年）
- 女と愛とミステリー→水曜ミステリー9
  - 北アルプス山岳救助隊・紫門一鬼 第2作「北アルプス白馬連峰殺人山行」（2001年） - 高村澄枝 役
  - 修善寺温泉殺人事件（2002年） - 渡瀬春奈 役
  - 捜査検事・近松茂道 第3作「銀山温泉の殺人報告」（2004年） - 奥山倫子 役
  - 旅行作家・茶屋次郎 第4作「熊野川殺人事件」（2004年） - 児島芳江 役
  - 警視庁黒豆コンビ 第3作「海に消えた欲望」（2007年） - 正木克子 役
  - 不倫調査員・片山由美 第10作「京都化野・梅若絵巻殺人事件」（2008年） - 森崎佳子 役
  - さすらい署長 風間昭平 第11作「みやぎ松島湾殺人事件」（2014年） - 坂巻節子 役
- 新春ワイド時代劇 / 国盗り物語（2005年） - 各務野 役

### アニメ映画
- 崖の上のポニョ（2008年） - カヨ 役【声の出演】

#### WOWOW
- 交渉人（2003年）
- 人質の朗読会（2014年）

### ラジオドラマ
- 芸術劇場『鉄の伝説』（1973年11月2日、NHK-FM）[17] - 風の又三郎
- ラジオ劇場：愛のシリーズ1『優しさごっこ』（1979年8月4日、NHK-FM）[18]
- FMシアター（NHK-FM）
  - 『ヘルプマン -俺たちの介護物語-』（全5回）（2022年9月3日 - 10月8日） - 沢田千鶴子、町田チヨ 役[19]
    - 「第1回 ヘルプマン、覚醒！」（2022年9月3日） - 沢田千鶴子 役[20]
    - 「最終回 そして、夢へ」（2022年10月8日） - 町田チヨ 役[21]

### ラジオ
- ラジオ深夜便「女優が語る私の人生」（NHKラジオ第1、NHK-FM、2011年3月）

### バラエティ
- とんねるずのみなさんのおかげです（フジテレビ） - 木曜旅情サスペンス

### CM
- ニチレイ
- 東芝
- VAIO（午後のテラス編、2006年 ）